# 名古屋東照宮
名古屋東照宮（なごやとうしょうぐう）は、愛知県名古屋市中区丸の内にある神社。旧社格は県社。東隣りに那古野神社が鎮座している。

## 歴史

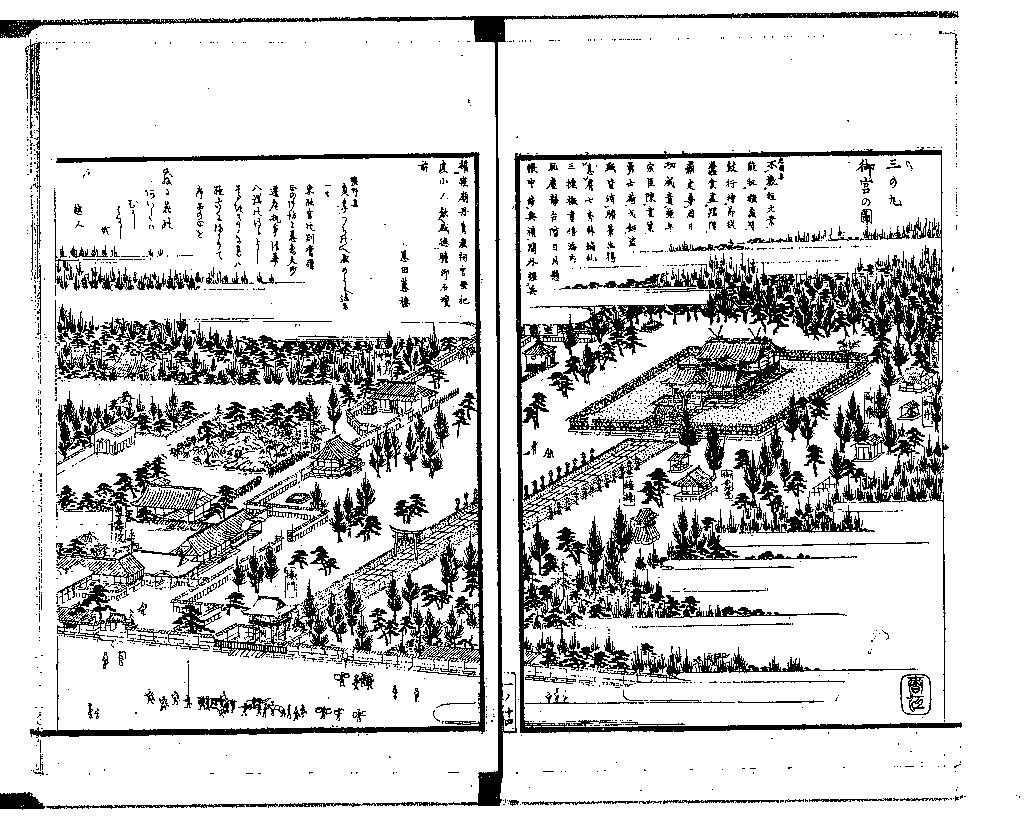
名古屋城三の丸にあった名古屋東照宮の境内図（『尾張名所図会 前編　巻1　愛智郡』より「三の丸　御宮の図」）。建造物は1876年に現在地へ遷座するが1945年の名古屋大空襲で焼失した。

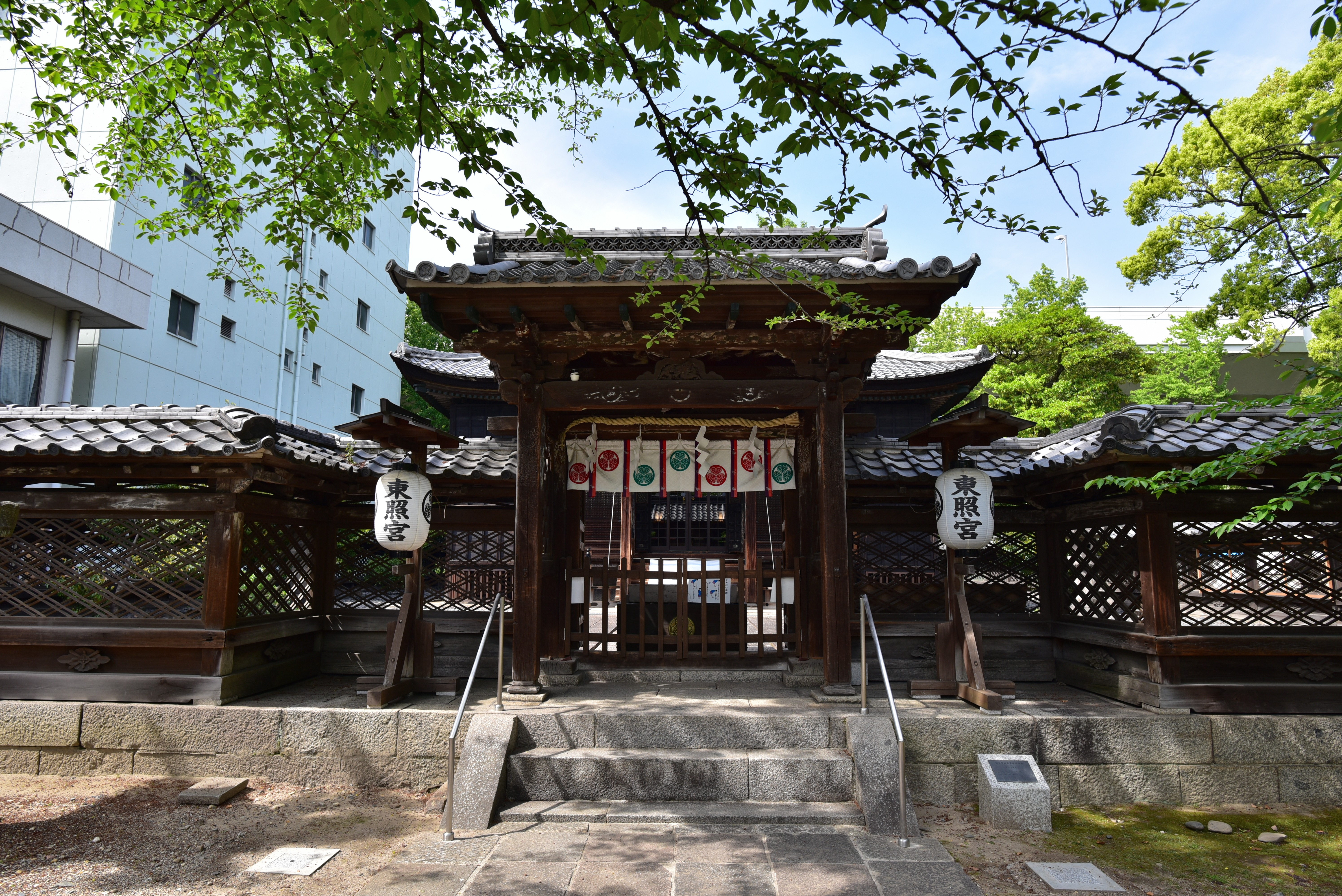
現在の唐門

尾張藩初代藩主徳川義直が、父徳川家康の三回忌である元和4年（1618年）に大祭を行い、翌元和5年（1619年）、名古屋城三の丸に鎮座していた亀尾天王社（現在の那古野神社）の西隣に東照宮を勧請し、成瀬正成、竹腰正信を奉行にして南天坊天海を導師とし9月17日家康の神像を祀ったのが創祀である。同時に西隣には神宮寺である天台宗の尊寿院（権現坊）も建立された。
社領は1,000石。所在地から三之丸東照宮とも呼ばれ、創建当時の境内は3,600坪もあったという。本殿、渡殿（石の間）、拝殿からなる権現造に楼門、唐門や祭文殿等も備え、東照宮としては当時最も豪華であったといわれ、社殿などには極彩色がほどこされた華麗なものであったという。
1870年（明治3年）12月、神仏分離令もあって神宮寺の尊寿院が廃寺にされ、1872年（明治5年）5月に村社となる。
1875年（明治8年）、名古屋鎮台が城内に置かれることとなり、亀尾天王社とともに旧藩校の明倫堂跡地である現在地に移築、仮遷座した。また、後に第2代名古屋市長となる志水忠平が東照宮に徳川義直の合祀を請い、許可を得て同年6月20日、奉斎式を行っている。
1876年（明治9年）10月、本遷座。1875年（明治8年）8月に県社に昇格する。
1898年（明治31年）、初代名古屋市長だった中村修が東照宮に徳川慶勝の合祀を請い、許可を得て奉斎する。1924年（大正13年）10月28日、義直・慶勝の御霊を旧藩士が新たに創建した尾陽神社に遷して奉斎する。
1935年（昭和10年）5月13日には、義直以来の本殿をはじめ主要建造物が国宝（旧国宝、現在の重要文化財）に指定されたが、太平洋戦争末期の1945年（昭和20年）5月14日の名古屋大空襲により全て焼失した。戦後の1953年（昭和28年）10月、建中寺より義直の正室春姫（高原院）の御霊屋を移築して本殿とし、再興された。
1960年（昭和35年）に本殿、唐門、透塀が愛知県の有形文化財に、また1992年（平成4年）には名古屋市都市景観重要建築物等指定物件に指定されている。

## 祭神
- 主祭神 - 徳川家康（東照大権現）

## 境内
- 本殿（愛知県指定有形文化財） - 四方寄棟造のこの建物は、もとは徳川義直の正室春姫（高原院）の御霊屋として慶安4年（1651年）に萬松寺に建てられたものである。その後、1914年（大正3年）に建中寺へ移築され、1953年（昭和28年）10月に当社に移築された。
- 唐門（愛知県指定有形文化財） - 唐門とされているが、唐門形式ではない。
- 透塀（愛知県指定有形文化財）
- 福神社 - 祭神：大国主、事代主
- 御神輿庫
- 宝物庫
- 雑庫
- 社務所
- 会館

## 文化財

### 旧国宝（重要文化財）
- 東照宮社殿 - 1935年（昭和10年）5月13日指定[1]、1945年（昭和20年）5月14日に空襲で焼失。
  - 本殿
  - 渡殿（石之間）
  - 拝殿
  - 唐門
  - 透塀
  - 楼門

#### ギャラリー

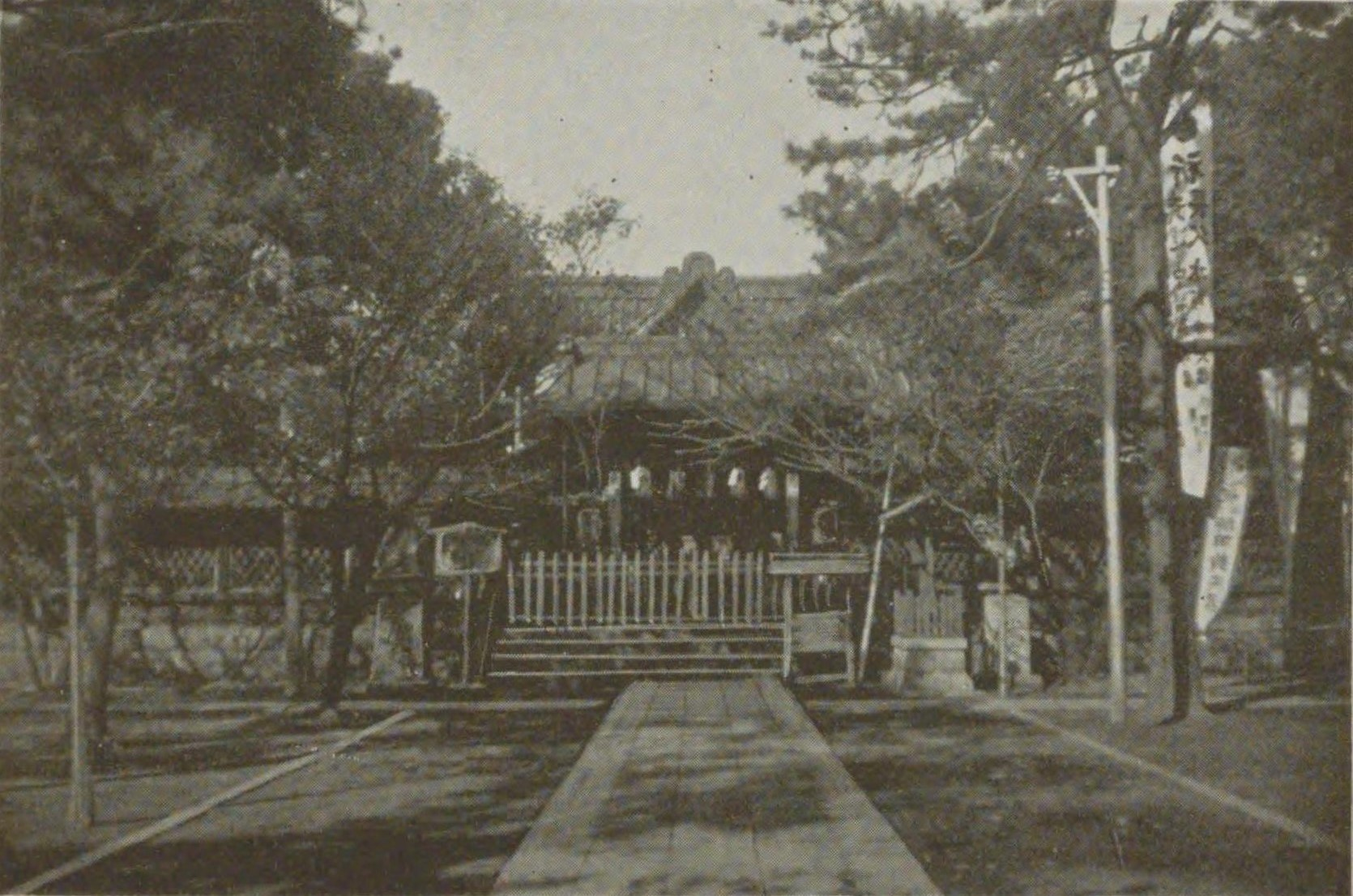
本殿（焼失前）
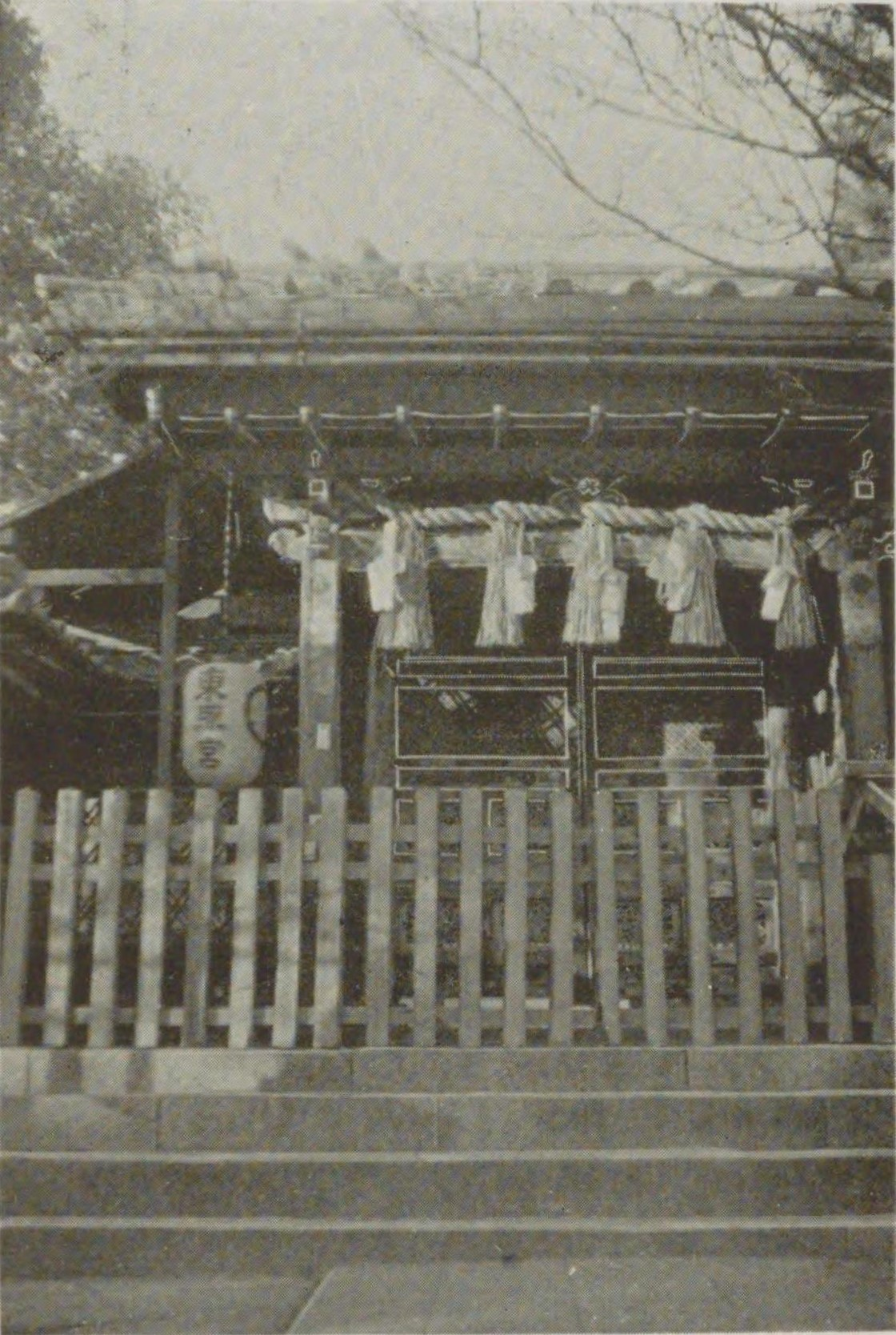
唐門（焼失前）
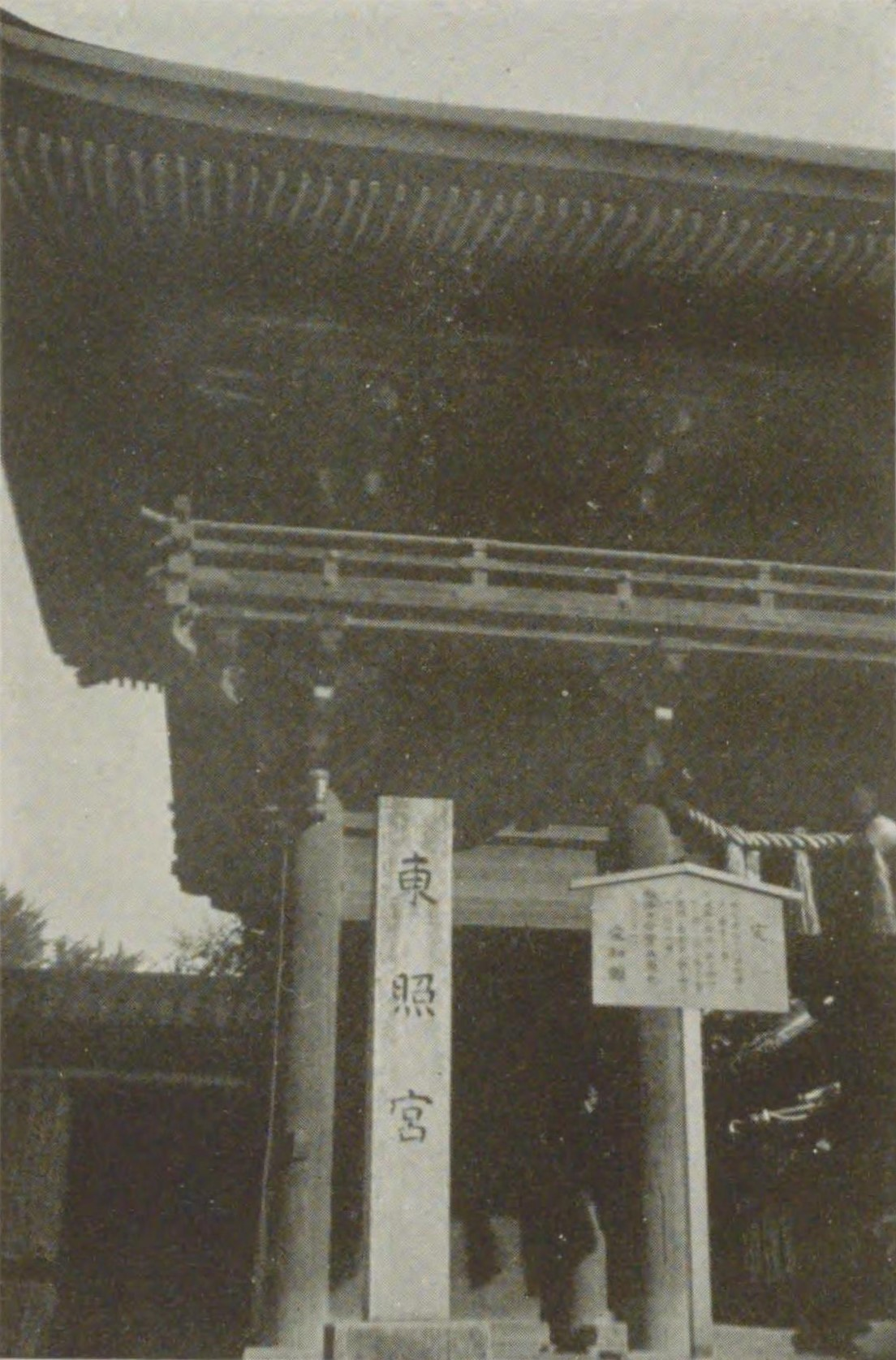
楼門（焼失前）

### 愛知県指定有形文化財
- 東照宮社殿 - 1960年（昭和35年）指定[3]
  - 本殿
  - 唐門
  - 透塀

### 名古屋市都市景観重要建築物等指定物件
- 本殿

## 例祭
江戸時代を通じて、例祭である東照宮祭は天王社（那古野神社）の天王祭、若宮八幡社の若宮祭とならんで名古屋三大祭とされた｡中でも東照宮祭は天保年間（1830年 - 1844年）までに名古屋最大の祭となり、太平洋戦争前までは「名古屋祭」といえばこの東照宮祭を指していたという。
東照宮祭にはからくり人形が乗った山車が出るのが通例であった。これは、創建した元和5年（1619年）に大八車に西行の人形を乗せて出したのが始まりとされ、宝永4年（1707年）までに9台の山車が作られるにいたった。2019年（令和元年）現在では東区筒井町の「湯取車」がただ1台現存するのみである。
例祭日は、毎年4月16日と17日である。

### ギャラリー

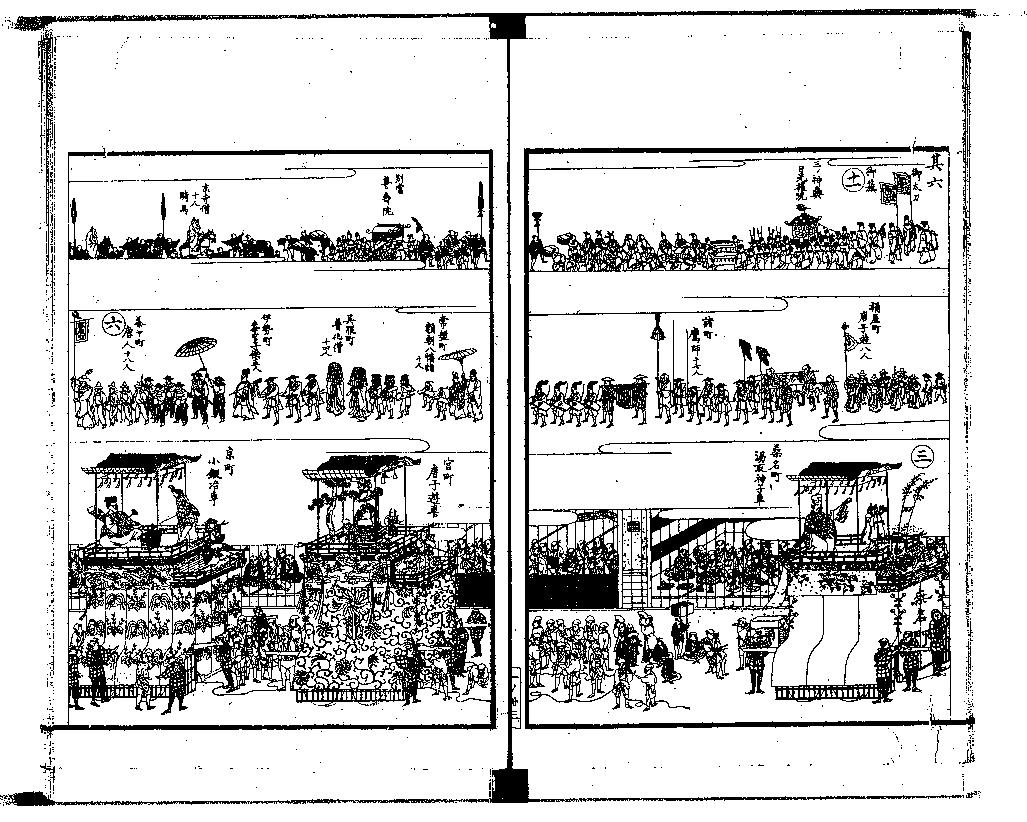
東照宮祭（『尾張名所図会. 前編　巻1　愛智郡』より「御祭禮全図　其六」）
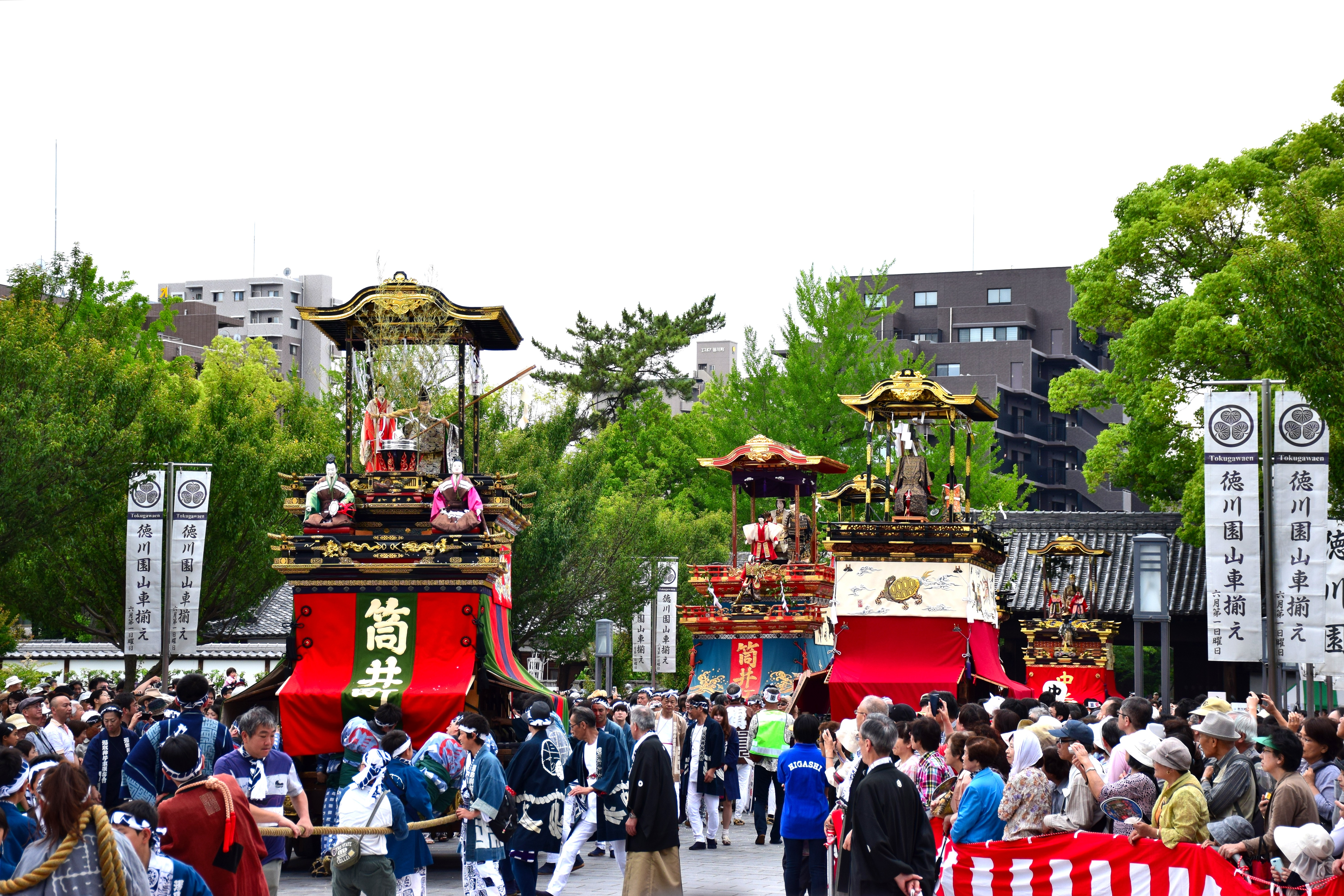
一番左が湯取車（筒井町出来町天王祭）

## 交通
- 名古屋市営地下鉄鶴舞線・桜通線 丸の内駅下車、京町通を東へ行き、長島町通を左折。徒歩で約5分。
- 名古屋市営バス：「名古屋駅」バス停留所より幹名駅1系統（休日は名駅14系統）に乗車。「外堀通」バス停留所下車、徒歩ですぐ。

## 三之丸東照宮の模型
東京大学工学部建築学科所蔵に「旧備品台帳」の説明に「権現造」とだけ記載されている東照宮の社殿の約1/20スケールの精密に作られた模型が存在している。これは、戦災で焼失した名古屋東照宮の社殿模型で、社殿焼失前の1937年（昭和12年）頃に調査が行われ、それをもとに製作された模型であると、太田博太郎や大河直躬ら建築史家の調査で指摘されており、戦災以前の名古屋東照宮の手がかりを知る貴重な模型だとされている。この名古屋東照宮の権現造の模型は1937年（昭和12年）に名古屋汎太平洋平和博覧会で行われた時、名古屋出身の伊藤流の工匠加納茂一が博覧会の為に制作して出展した数ある社殿模型の中の一つであり、博覧会の後に加納が東京大学に寄贈したものである。なお、戦災以前の名古屋東照宮の実測図はなく、修理工事報告書や文化庁保存図面も存在していない。この名古屋東照宮の権現造模型では戦前に撮影された10枚ある名古屋東照宮の写真と比べて一部相違点が見られる部分があるが、ほぼ姿形が一致しており、かなり忠実に設計、製作されている。模型では、現在の本殿である四方寄棟造の御霊屋とは当然姿形が違い、久能山東照宮や日吉東照宮の様な権現造で、千木・鰹木が2本付いた瓦屋根は檜皮色で、白壁や朱色の柱と扉などに極彩色がほどこされており、模型内部も精密であり、一部の造作も造られていて、扉を開くと内部も覗く事が出来る様に作られているなど、かなり精密に作られている。『小さな建築―模型のトポロジー』INAX BOOKLET Vol.7 No.2（1987年（昭和62年））などで、この戦災以前の名古屋東照宮の模型が紹介された。